# كوينسي جاكسون
كوينسي جاكسون (بالإنجليزية: Quincy Jackson)‏ هو لاعب كرة قدم كندية أمريكي، ولد في 2 أبريل 1977 في برونديدج في الولايات المتحدة.

## روابط خارجية
- كوينسي جاكسون على موقع كلية كرة القدم في سبورتس رفرنس.كوم (الإنجليزية)